# Riu Tarim
El riu Tarim (en xinès: 塔里木河 Tǎlǐmù hé, en uigur: تارىم دەرياسى, Tarim deryasi) és el riu principal de la regió autònoma de Xinjiang Uigur a la Xina. Es forma per la unió dels rius Aksu i Yarkand, i corre cap a l'est en direcció al desert de Taklamakan. Rega els llacs del Lob Nor. La seva longitud és de 2.030 km i és el riu més llarg de la República popular de la Xina, amb un cabal d'entre 4 i 6 milions de metres cúbics cada any. A la conca del Tarim, hi viuen uns deu milions de persones, principalment uigurs, mongols i xinesos han.
La confluència dels riu Kashgar (Kāshígá'ěr) i Yarkand, a l'oest, continua corrent amb el nom de Yarkand cap al nord-est fins que troba, a uns 370 km, el riu Aksu (Ākèsū) i el riu Khotan (Hétián). Només l'Aksu porta aigua tot l'any i és l'afluent més important del Tarim i el que li aporta entre el 70 i 80 per cent del seu volum d'aigua. Després de la unió del Khotan, l'únic nom que es fa servir es Tarim.
La longitud total del Yarkand-Tarim és de més de 2.000 km, però com que el curs canvia lleugerament segons els anys, la longitud en varia una mica. Les modernes construccions de preses fan que no regui tota l'àrea del Lob Nor i només intermitentment entre el llac Taitema a uns 160 km al sud-oest del Lob Nor, i el mateix grup del Lob Nor. El curs del riu no està clarament format i pateix alguns canvis.
La seva conca té uns 557.000 km². El cabal disminueix per l'evaporació a l'estiu i per l'aprofitament de les aigües. El cabal mínim n'és entre octubre i abril, i el més alt entre maig i setembre, quan es fonen les neus de les muntanyes Tien Shan i Kunlun.
Una civilització agrícola creada mercès al reg del riu i conductes subterranis (kariz) va prosperar des de molt antigament als oasis de la conca del Tarim. La població era de llengua indoeuropea, els satem al sud-oest i oest (khotanesos), i els jentum al nord i nord-est (tukharis de Turfan). Posteriorment, la major part de la població fou turquitzada i parlen uigur. La transformació lingüística va començar abans de l'islam i es va acabar al segle xiii. La islamització es va fer al mateix temps a Hotan, però més tard a Turfan (segle xv), on els uigurs (originalment maniqueus o pagans) eren budistes.